# Annella mollis
Annella mollis (Subergorgia mollis) es una especie de coral blando perteneciente a la familia Subergorgiidae. Vive en áreas del Indo-Pacífico Occidental, entre 12 y 18 metros de profundidad, en laderas bajas de arrecifes, sobre sustratos rocosos y arenosos.

## Galería de imágenes

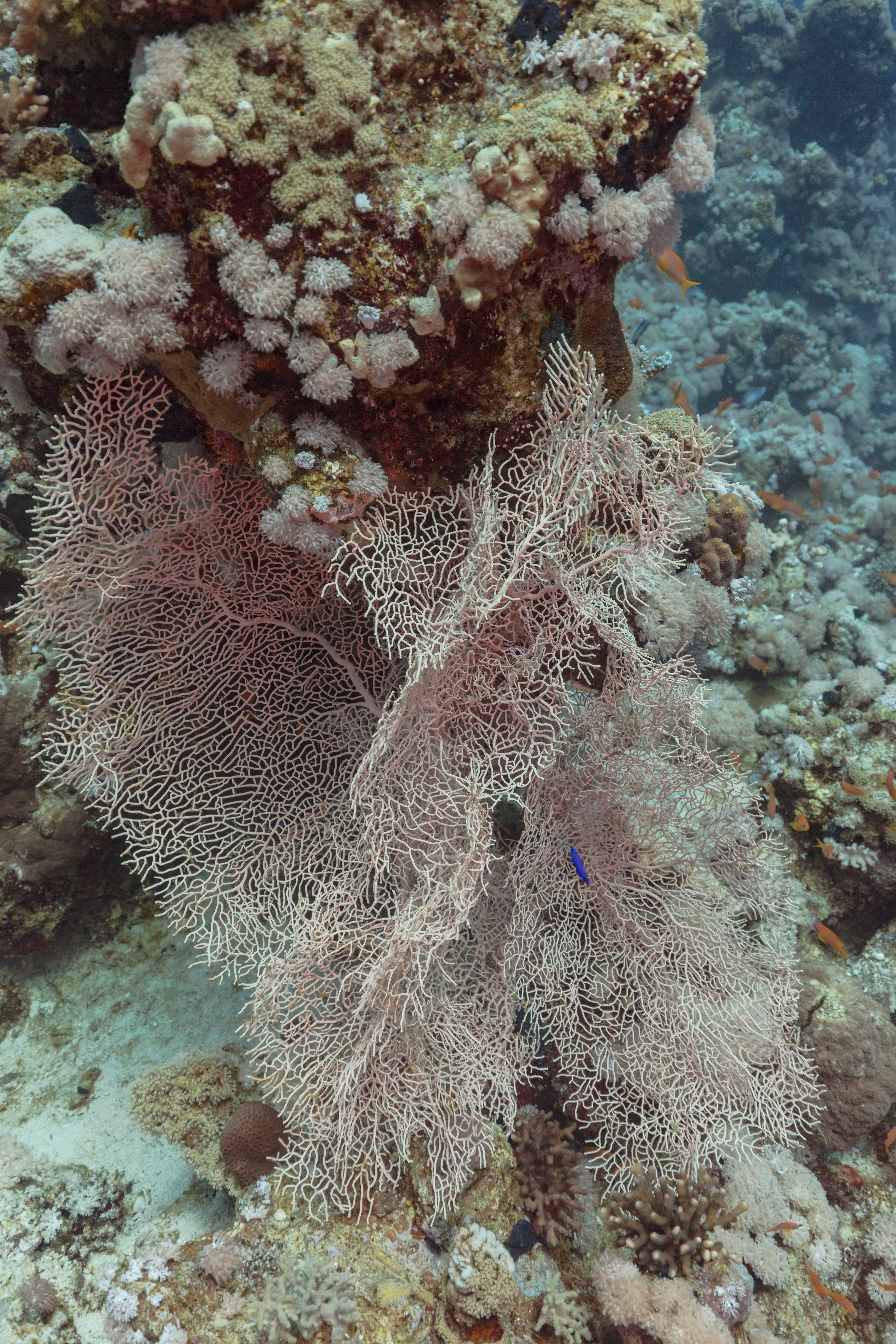
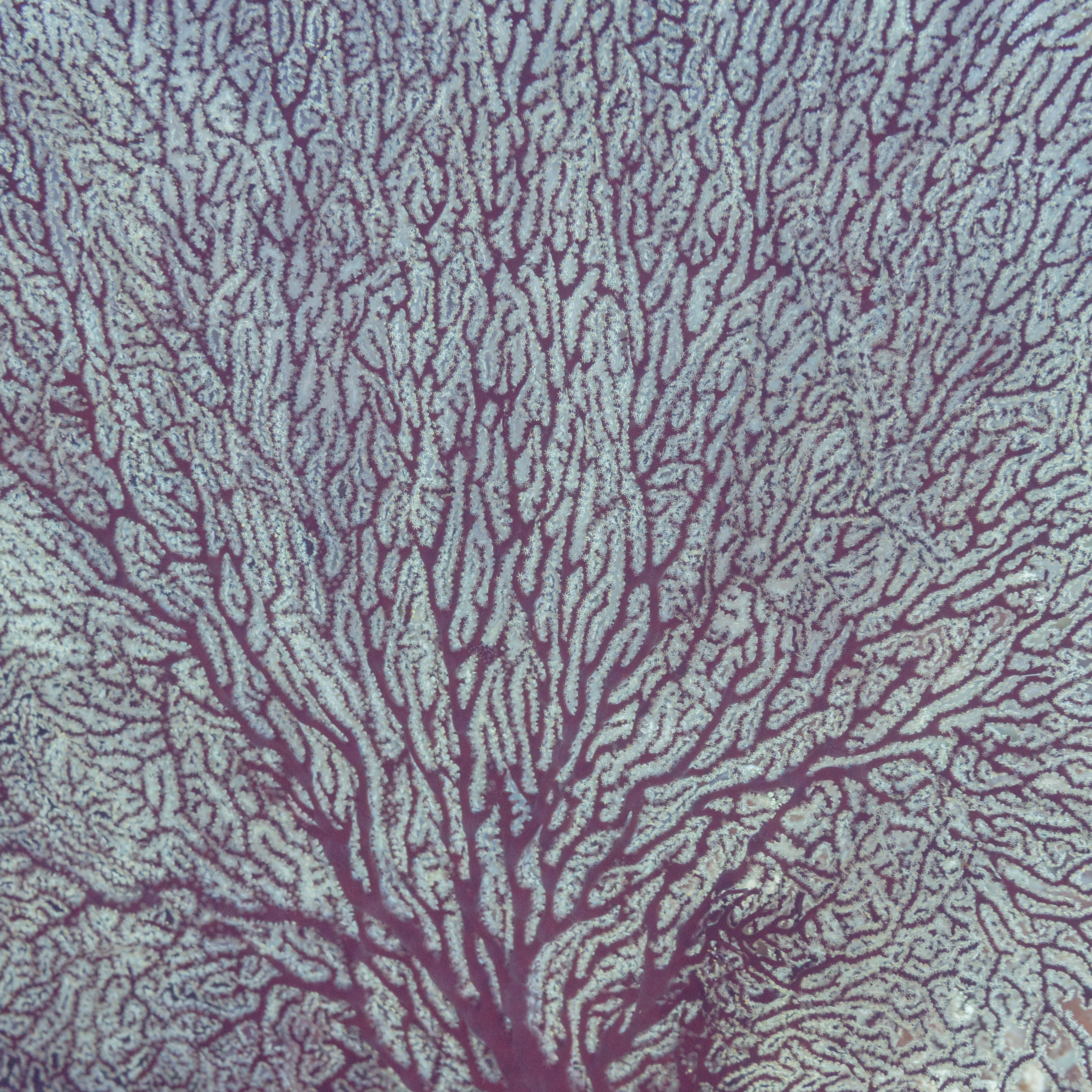
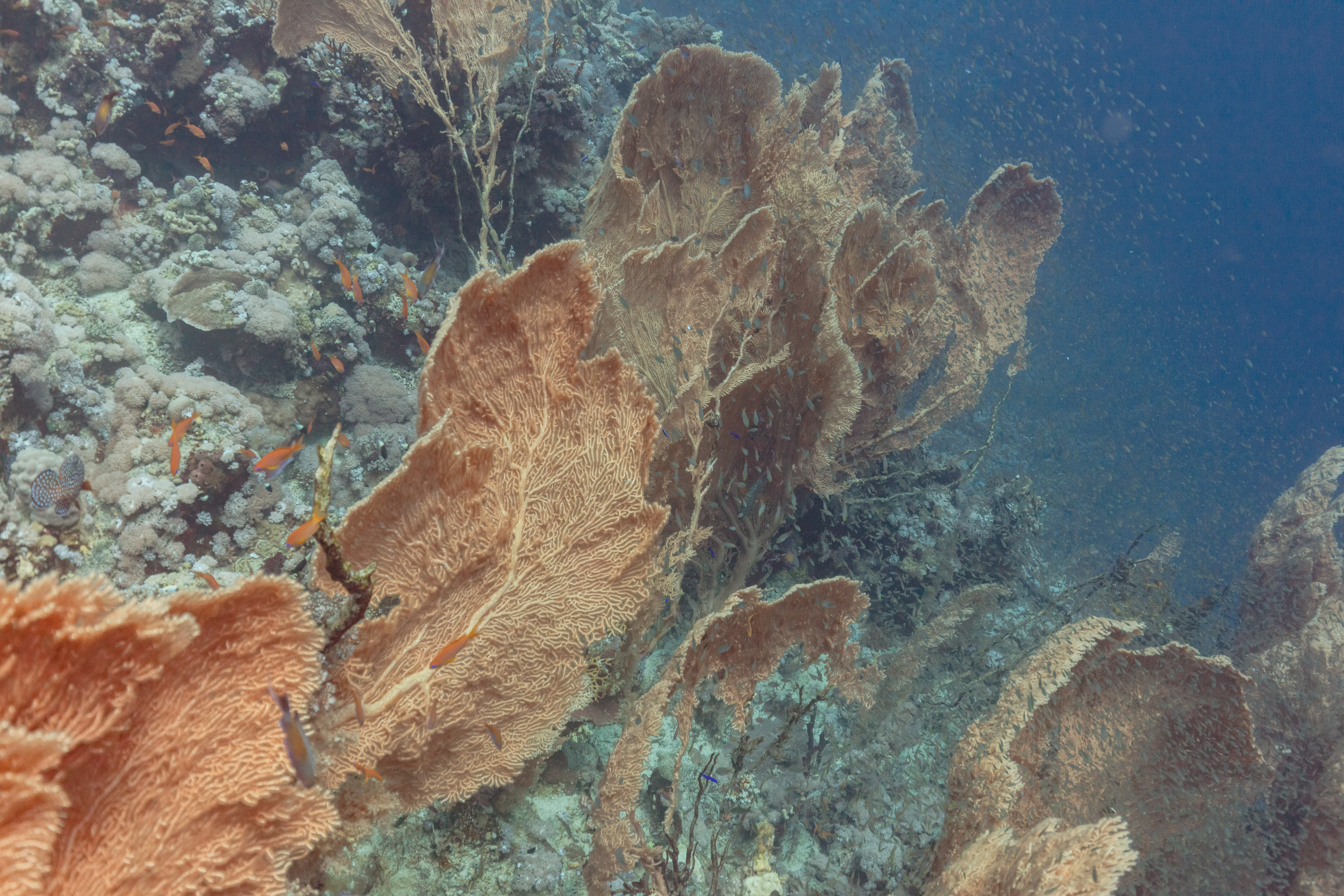
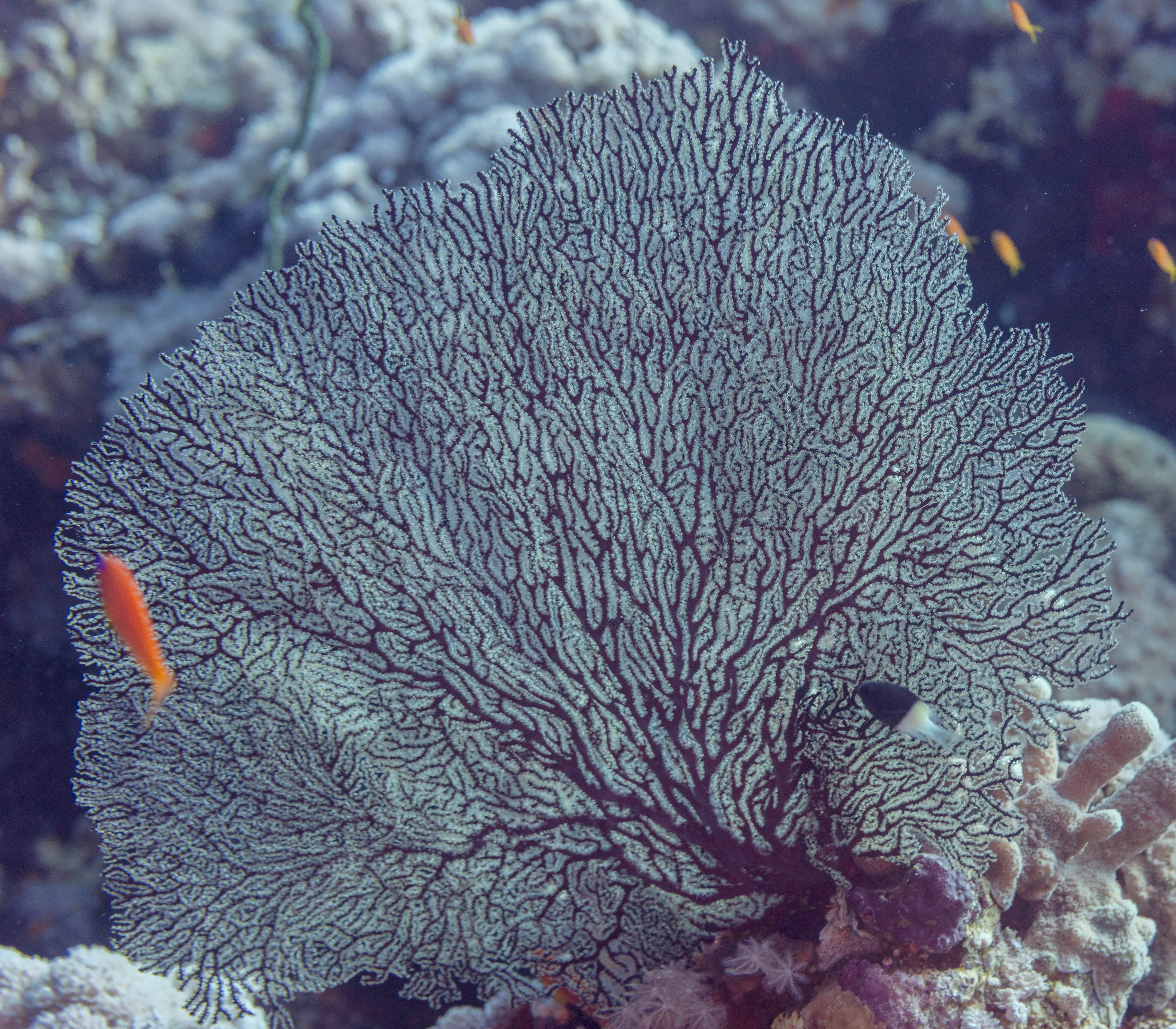
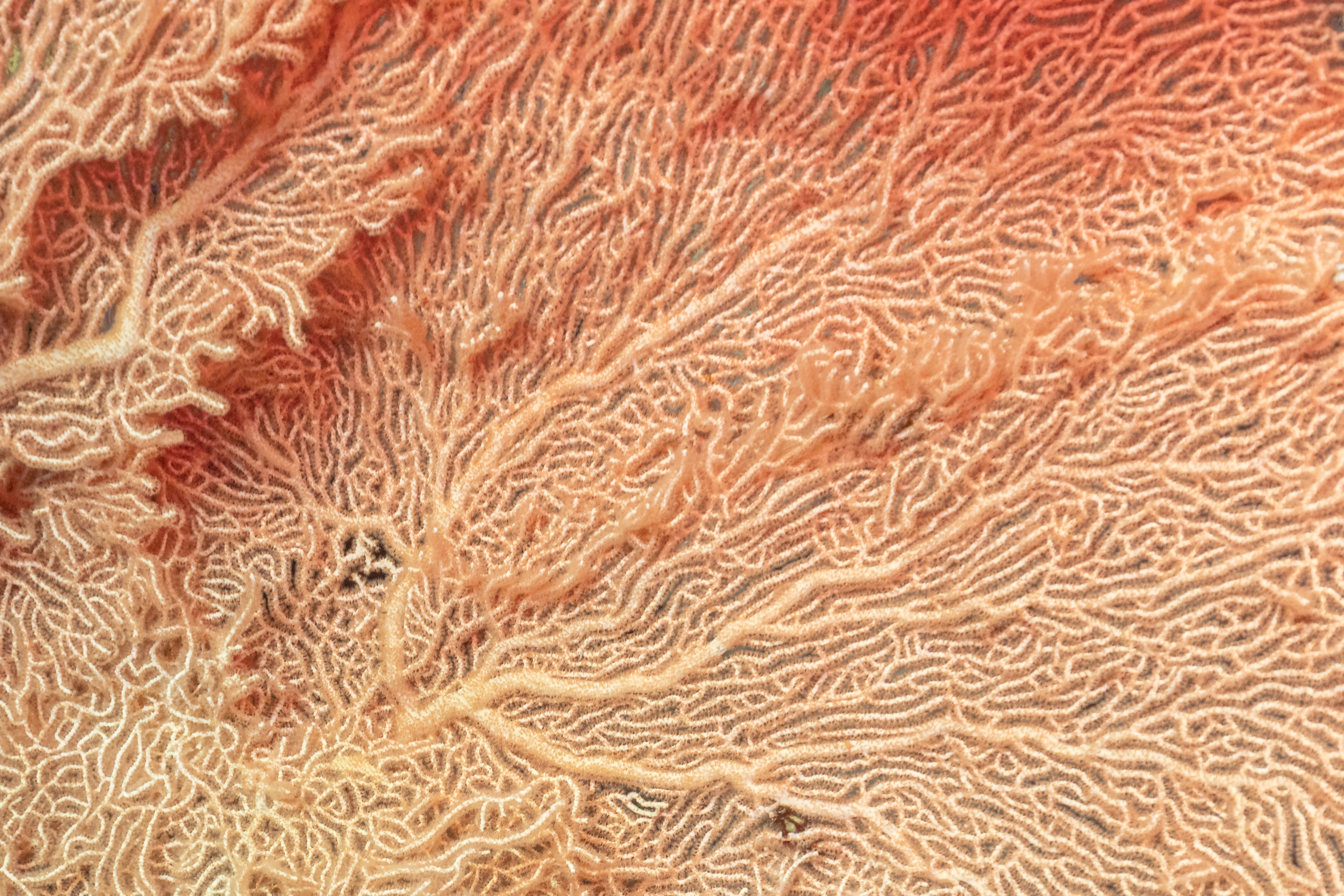